# Off (Album)
off ist das siebte Studioalbum des deutschen Rappers und Sängers Alligatoah, das im März 2024 erschien.

## Entstehung und Veröffentlichung
Der Veröffentlichung des Albums gingen Spekulationen über Alligatoahs Karriereende voraus. Nach dem letzten Konzert der Retour-Tournee am 20. November 2023 in Köln wurden sämtliche Inhalte von den Social-Media-Kanälen gelöscht und die Website des Künstlers geleert. Gleichzeitig änderten sich die Account-Beschreibungen auf YouTube, Instagram und X in die Vergangenheitsform: „Alligatoah war ein deutschsprachiger Musiker (1989–2023).“
Der fiktiven Erzählung nach blieb BattleBoi Basti allein im Studio zurück, während Alligatoah zunächst als verschollen galt und sich später als „out of office“ vom Mond aus zurückmeldete. Von seiner Mondkulisse aus veröffentlichte Alligatoah mehrere Short-Videos und trat später auch als „Metal-Health-Coach“ auf. 
Am 3. Dezember 2023 erschien die Single So raus mit Fred Durst. Im Musikvideo übernimmt BattleBoi Basti die Rolle von Alligatoahs Nachlassverwalter und erfüllt dessen vermeintlich letzten Wunsch – ein Feature mit Durst – mithilfe einer Künstlichen Intelligenz. Zeitgleich wurden für März 2024 das neue Album sowie Release-Shows angekündigt.
Am 12. Januar 2024 folgte die Single Daylight, ein Cover des No-Angels-Titels, ohne eigenes Musikvideo. Weitere Auskopplungen waren Scheißdreck, Ich, ich, ich und Küssen. Neben Fred Durst sind auf dem Album Bausa, die Guano Apes und Tarek K.I.Z als Gäste vertreten.
Die Erstveröffentlichung von off erfolgte schließlich am 22. März 2024 bei Groove Attack. Das Album erschien in seiner Originalausführung als CD (Katalognummer: ALL001-2) und LP (Katalognummer: ALL001-1) sowie zum Download und Streaming mit zwölf Titeln. Das Album wurde mit fünf Release-Shows beworben und mit Auftritten beim Full Force Festival, Happiness Festival, Deichbrand, Wacken Open Air, Rocco del Schlacko, Taubertal-Festival, Open Flair und bei Open Air Gampel in der Schweiz. Im Januar und Februar 2025 folgte die Out Of Office Tour.
Das Albumcover zeigt Alligatoah, wie er vom Mond aus der Erde den Mittelfinger zeigt.

## Stil
Das Album markiert einen Stilwechsel Alligatoahs von Hip-Hop hin zu Metal- und Nu-Metal-Einflüssen. Schon in früheren Werken zeigte er seine Affinität zur Metalszene: Er coverte 2018 Duality von Slipknot und trat beim Wacken Open Air auf. In einem Interview 2020 erklärte er, dass früher in seinem Umfeld Punk sehr populär war und er sich besonders für Nu Metal begeisterte.

## Titelliste
1. Ich fühle dich
2. Niemand
3. Weiße Zähne (feat. Bausa)
4. Wer lacht jetzt
5. So raus (feat. Fred Durst)
6. Scheißdreck
7. Menschliches Versagen (feat. Guano Apes)
8. Küssen
9. Es kratzt
10. Ich, ich, ich
11. Partner in Crime (feat. Tarek K.I.Z)
12. Daylight

## Singleauskopplungen
| Jahr | Titel            | Höchstplatzierung, Gesamtwochen, AuszeichnungChartsChartplatzierungen (Jahr, Titel, , Platzierungen, Wochen, Auszeichnungen, Anmerkungen) | Anmerkungen                                               |
| Jahr | Titel            | DE | Anmerkungen                                               |
| ---- | ---------------- | --- | --------------------------------------------------------- |
| 2023 | So raus          | DE43 (1 Wo.)DE | Erstveröffentlichung: 3. Dezember 2023 feat. Fred Durst   |
| 2024 | Daylight         | — | Erstveröffentlichung: 12. Januar 2024 Original: No Angels |
| 2024 | Scheißdreck      | — | Erstveröffentlichung: 23. Februar 2024                    |
| 2024 | Ich ich ich      | — | Erstveröffentlichung: 8. März 2024                        |
| 2024 | Küssen           | — | Erstveröffentlichung: 15. März 2024                       |
| 2024 | Partner in Crime | DE48 (2 Wo.)DE | Erstveröffentlichung: 22. März 2024 feat. Tarek K.I.Z     |

## Rezensionen
Louisa Esch von metal.de lobt das Album und hebt hervor, dass es kaum Schwächen aufweist und verschiedene Bedürfnisse von Musikfans erfüllt, von Headbangen bis Mitsingen.
Maximilian Baran von plattentests.de bezeichnet das Album als außergewöhnlich und hebt hervor, dass man die Promotion dazu verfolgt haben sollte, um es vollständig zu verstehen.
Yannik Gölz von laut.de kritisiert off als vorhersehbares Album ohne echten inhaltlichen Kern. Alligatoahs Wechsel zum Metal-Stil sei mehr ein oberflächliches Stilmittel als eine tiefere künstlerische Entwicklung. Seine Texte blieben oft an der Oberfläche und vermittelten wenig über seine eigene Person. Während sich das Album über Spießigkeit lustig mache, wirke es selbst normkonform und bürgerlich. Die musikalischen Referenzen seien schlicht und bedienten vor allem nostalgische Gefühle, ohne echte Substanz zu bieten. off sei ironisch überladen, ohne wirklich etwas zu erzählen.

## Chartplatzierungen
off avancierte zum Nummer-eins-Album in Deutschland und Österreich. Darüber hinaus erreichte es mit Rang drei die Top 10 in der Schweiz. In Deutschland platzierte sich das Album zudem an der Chartspitze der deutschsprachigen Albumcharts sowie auf Rang zwei der Vinylcharts, wo es sich lediglich Invincible Shield (Judas Priest) geschlagen geben musste.
Für Alligatoah ist off das achte Chartalbum in Deutschland sowie je das fünfte in Österreich und der Schweiz. Während er hiermit erstmals die Top 10 in der Schweiz erreichte, ist es in Deutschland und Österreich je sein fünftes Top-10-Album. In Österreich ist es wiederum Alligatoahs erstes Nummer-eins-Album, während es in Deutschland nach Triebwerke (August 2013) und Schlaftabletten, Rotwein V (September 2018) bereits sein drittes Nummer-eins-Album ist.
| ChartsChartplatzierungen | Höchstplatzierung | Wochen |
| ------------------------ | ----------------- | ------ |
| Deutschland (GfK)        | 1 (7 Wo.)         | 7      |
| Österreich (Ö3)          | 1 (6 Wo.)         | 6      |
| Schweiz (IFPI)           | 3 (1 Wo.)         | 1      |

| ChartsJahrescharts (2024) | Platzierung |
| ------------------------- | ----------- |
| Deutschland (GfK)         | 32          |